# تاکویا کویاما
تاکویا کویاما (انگلیسی: Takuya Koyama؛ زادهٔ ۲۰ آوریل ۱۹۹۷) بازیکن فوتبال اهل ژاپن است.
از باشگاه‌هایی که در آن بازی کرده‌است می‌توان به باشگاه فوتبال توکیو اشاره کرد.